# Sequential Circuits Six-Trak
De Six-Trak is een analoge synthesizer van Sequential Circuits. Het is tevens een van de eerste multitimbrale synthesizers met een MIDI-interface die ooit zijn gemaakt.
De Six-Trak kan worden beschouwd als een synthesizer voor beginners. Per stem is één processor toegewezen, elke stem heeft zijn eigen oscillator. Om de Six-Trak te programmeren is er één draaiknop waaraan telkens een parameter moet worden toegewezen. Hierbij worden de instellingen samengevat weergegeven op het voorpaneel. Alle parameters kunnen via MIDI worden aangestuurd, zodat men gebruik kan maken van externe bewerkingssoftware (bijvoorbeeld Unisyn).
Er zijn twee gebruiksmodi: Polyfone en Unisono modus. Ook zijn crossmodulaties mogelijk waardoor complexe klanken kunnen worden gemaakt. De interne sequencer heeft zes opnamesporen.
De Six-Trak werd in de tijd dat hij werd geproduceerd al gauw overschaduwd door zijn grotere broer, de Multi-Trak, die meer uitgebreide mogelijkheden bevat.